# Labradorstrom

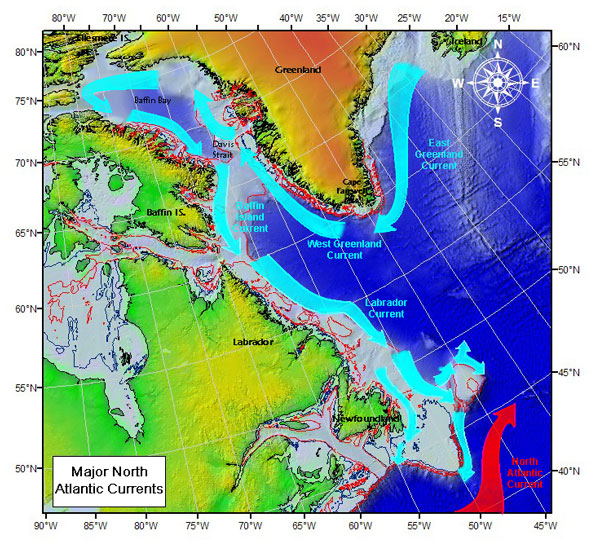

Der Labradorstrom ist eine kalte, nach Süden gerichtete Meeresströmung in einem Arm des atlantischen Ozeanes zwischen Grönland und der Ostküste Nordamerikas. Sein Name stammt von diesem Arm, der Labradorsee.
Der Labradorstrom hat seinen Ursprung im Nordpolarmeer und trifft bei den Neufundlandbänken mit dem warmen Golfstrom zusammen, welchen er in Richtung Europa ablenkt. Er ist somit mitverantwortlich für das milde Klima in Europa. Im Bereich des Aufeinandertreffens des Labradorstromes mit dem Golfstrom entsteht oft Nebel, wenn die warme Luft über dem Golfstrom in den kalten Luftbereich über dem Labradorstrom gelangt. Auch begünstigt dieses Aufeinandertreffen die Entstehung von Zyklonen.
Das Wasser des Labradorstroms ist aufgrund seiner Herkunft aus dem Polarmeer relativ salzarm. 
Mit dem Labradorstrom treiben oft Eisberge in Richtung Süden, welche dann in Bereichen des Nordatlantiks eine Gefahr für die Schifffahrt darstellen.
Bei Untersuchungen der δ15N-Isotope (Stickstoff-Isotope) der organischen Bestandteile von Gorgonien im Bereich des Labradorstroms konnten deutliche Veränderungen seit den 1970er Jahren festgestellt werden. Die durchführenden Wissenschaftler interpretieren die δ15N-Werte als Indikator für die Nährstoff-Verfügbarkeit im Wasser. Dabei steigt seit den 1970er Jahren der Anteil an nährstoffreichem Wasser messbar an, was laut der Untersuchung für den Labradorstrom seit 1800 Jahren einmalig ist. Damit ist zunehmend subtropisches Wasser anstatt von subpolarem Wasser im Bereich des Labradorstroms vorhanden. Die Forscher vermuten einen möglichen Zusammenhang mit den in diesem Zeitraum beobachteten Klimaveränderungen.